# ثيودروس تيشومي
ثيودروس تيشومي كيبيدي (بالإنجليزية: Theodros Teshome Kebede)‏ (بالأمهرية: ቴዎድሮስ ተሾመ ከበደ)‏ (مواليد 7 يناير 1970)، هُو مُخرج ومُنتج أفلام إثيوبي. فاز ثيودروس بجائزة الجمهور خلال مهرجان رواندا السينمائي.

## وصلات خارجية
- ثيودروس تيشومي في قاعدة بيانات الأفلام على الإنترنت